# Ardotalia
Ardotalia är en fornlämning i Storbritannien.   Den ligger i grevskapet Derbyshire och riksdelen England, i den centrala delen av landet, 250 km nordväst om huvudstaden London. Ardotalia ligger 141 meter över havet.
Terrängen runt Ardotalia är kuperad åt nordost, men åt sydväst är den platt. Runt Ardotalia är det ganska tätbefolkat, med 166 invånare per kvadratkilometer. Närmaste större samhälle är Manchester, 16,8 km väster om Ardotalia. Trakten runt Ardotalia består i huvudsak av gräsmarker.